# Deng Sui
Kaiserin Deng Sui, 鄧綏, Dèng Suī, (* 81; † 121), formell Kaiserin Hexi (mäßige und friedvolle Kaiserin), war eine Kaiserin der Han-Dynastie. Sie war die zweite Gemahlin des Kaisers He. Später, als Kaiserinwitwe, diente sie als Regentin für seinen Sohn Kaiser Shang und seinen Neffen Kaiser An, und wurde als fähige und eifrige Verwalterin gelobt. Sie war vermutlich die letzte effektive Herrscherin der Östlichen Han-Dynastie, da die folgenden Kaiser und Kaiserinnen größtenteils inkompetent waren. Während ihrer Regentschaft litt das Land unter Naturkatastrophen und Kriegen mit den Xiongnu und den Qiang, aber Deng Sui war in der Lage, die Missstände abzustellen und die Kriege weitestgehend zu ersticken. Sie wurde auch für ihre Aufmerksamkeit in der Justiz gelobt.

## Familiärer Hintergrund und Eintritt in den Palast
Deng Sui wurde 81 geboren. Ihr Vater Deng Xun war ein Sohn von Deng Yu, dem Premierminister des Kaisers Guangwu. Ihre Mutter, Frau Yin, war eine Tochter eines Vetters von Kaiser Guangwus Gemahlin Kaiserin Yin Lihua. Sie wurde 95 zur Konkubine erkoren und trat ihren Dienst 96 an. Sie war damals 15 Jahre alt, der Kaiser war 17.

## Als kaiserliche Konkubine und Kaiserin
Als Deng Sui kaiserliche Konkubine wurde, hatte Kaiser He bereits Kaiserin Yin erhoben. Diese wird als schön, aber schroff und unbeholfen und vor allem als eifersüchtig beschrieben. Deng Sui versuchte, durch Ergebenheit eine anständige Beziehung zur Kaiserin einzurichten, und soll stets die Fehltritte der Kaiserin bemäntelt haben. Dies verstärkte jedoch nur die Eifersucht der Kaiserin, weil Kaiser He von seiner Konkubine beeindruckt war und sie immer höher schätzte. Kaiserin Yin war außerdem mit der Tatsache unzufrieden, dass Deng Sui dem Kaiser mehr Verkehr mit den Konkubinen empfahl, weil ihm die Söhne wegstarben. Als Kaiser He einmal erkrankte, ließ Kaiserin Yin die Bemerkung fallen, dass sie als Kaiserinwitwe einst die Deng-Sippe auslöschen würde. Als Deng Sui das hörte, wollte sie Selbstmord begehen, aber eine ihrer Dienerinnen schwindelte ihr vor, der Kaiser habe sich bereits erholt. Bald trat dies auch wirklich ein, und Deng Sui entkam mit ihrer Familie einem grausamen Schicksal.
Im Jahre 102 wurden Kaiserin Yin und ihre Großmutter, Deng Zhu, der Hexerei gegen die Konkubinen verklagt. Kaiserin Yin wurde abgesetzt und starb wahrscheinlich noch im selben Jahr an Kummer. Der Kaiser erhob Deng Sui zur Kaiserin.
Als Kaiserin wird Deng Sui als fleißig und untertänig beschrieben, und sie widerstand oft dem Angebot des Kaisers, ihre Verwandten zu befördern. Sie verbot auch den Kommandanturen und Fürstentümern, ihr Tribut zu zollen, was bisher Brauch gegenüber den Kaiserinnen gewesen war.

## Als Regentin für Kaiser Shang
Kaiser He starb 106, und es entstand ein Streit um die Nachfolge. Kaiserin Deng und alle kaiserlichen Konkubinen waren lange Zeit ohne Söhne geblieben. Zwar hatte Kaiser He viele Söhne gezeugt, aber sie starben alle im Kindesalter. Ob die Kaiserinnen Yin und Deng jemals einen Sohn geboren hatten, ist nicht vermerkt. In seiner späten Regierungszeit hatte Kaiser He zwei Söhne (deren Mütter unbekannt sind): Liu Sheng und Liu Long. Des Aberglaubens halber dachte man, dass sie eher überleben würden, wenn sie außerhalb des Palasts aufwüchsen. Sie wurden deshalb zu Pflegeeltern gegeben.
Als Kaiser He starb, war Liu Sheng, der ältere, immer noch jung; sein eigentliches Alter ist nicht überliefert. Er war ein kränkliches Kind. Der jüngere, Liu Long, war erst 100 Tage alt. Beide wurden im Palast empfangen, und Kaiserin Deng ernannte Liu Long zum Kronprinz, weil sie ihn für gesünder hielt. Am Abend wurde er zum Kaiser Shang ausgerufen. Die Macht lag in den Händen der Kaiserinwitwe Deng, die die Regentschaft für den unmündigen Kaiser übernahm. Ihr Bruder Deng Zhi wurde bald der mächtigste Beamte am Hof. Deng Sui verkündete eine Generalamnestie, die den rechtlosen Anhängern der Familie der Kaiserin Dou zugutekam. Die Dou-Sippe war zu Beginn der Regierung des Kaisers He sehr mächtig gewesen, wurde dann aber in einem Staatsstreich gestürzt.
Noch im Jahre 106 starb der junge Kaiser, wodurch ein neuer Erbfolgestreit entstand. Zu dieser Zeit entdeckten die Beamten, dass der Prinz Sheng nicht so krank war, wie zu Anfang befürchtet. Sie baten Deng Sui, ihn zum Kaiser zu bestimmen. Deng Sui aber fürchtete, dass Prinz Sheng einen Groll gegen sie hegen könnte, weil er nicht schon früher zum Kaiser bestimmt worden war. Deshalb bestand sie darauf, an seiner statt den Vetter des Kaisers Shang, den zwölfjährigen Liu Hu, zum Kaiser zu erheben. Er bestieg als Kaiser An den Thron. Prinz Hu war der Sohn des Prinzen Qing von Qinghe, der einst Kronprinz des Kaisers Zhang gewesen war, dann aber durch die Machenschaften der Kaiserin Dou abgesetzt worden war. Er wurde von manchen als rechtmäßiger Erbe betrachtet.

## Regentschaft für Kaiser An
Als Kaiser An den Thron bestieg, war sein Vater noch am Leben – wie auch seine Gemahlin, die Konkubine Geng, die sich in der Hauptstadt Luoyang aufhielt. Die Kaiserinwitwe Deng aber konnte dennoch die alleinige Kontrolle über den Kaiser behaupten, indem sie Geng zu ihrem Gemahl nach Qinghe sandte.
Kaiserinmutter Deng erwies sich als fähige Regentin, die Korruption auch bei ihren Verwandten nicht duldete. Sie brachte auch viele Strafrechtsreformen durch. So gab sie beispielsweise 107 ein Edikt heraus, das den Zeitraum erweiterte, in dem man gegen eine Todesstrafe appellieren konnte.
Im selben Jahr noch gab es Probleme an den Grenzen. Als erstes erhoben sich die Xiyu-Königreiche (im heutigen Xinjiang und Zentralasien), die sich zur Zeit des großen Generals Ban Chao den Han unterworfen hatten. Gegen die strengen Vorschriften seiner Nachfolger wehrten sie sich, und 107 befahl Kaiserinmutter Deng schließlich, Xiyu aufzugeben. Im selben Jahr erhoben sich die Qiang-Stämme, die von den Han-Beamten seit mehr als einem Jahrzehnt unterdrückt wurden, denn sie fürchteten, als Soldaten gegen die Xiyu-Königreiche abgeordnet zu werden. Dieser Aufstand betraf ein großes Gebiet im heutigen Shaanxi, Gansu und nördlichen Sichuan. Die Qiang-Truppen unternahmen sogar Feldzüge ins heutige Shanxi und bedrohten einmal gar die Hauptstadt. Die Lage war so ernst, dass Deng Zhi über die Aufgabe der Laing-Provinz (in etwa heutiges Gansu) nachdachte; aber Deng Sui lehnte diesen Vorschlag in weiser Voraussicht ab. Der Aufstand konnte bis 118 nicht unterdrückt werden, als das westliche Reich bereits im Chaos versunken war.
In den Jahren von 107 bis 109 ereigneten sich außerdem überall im Reich zahlreiche Naturkatastrophen: Fluten, Dürren und Hagel. Die Kaiserinmutter Deng war sehr erfolgreich in der Bewältigung dieser Schicksalsschläge.
109 erhoben sich die Süd-Xiongnu, die bis dahin treue Vasallen des Reiches gewesen waren. Sie glaubten, dass die Han-Regierung von den Qiang-Aufständen so geschwächt war, dass sie ein leichtes Ziel wäre. Nachdem aber die Han ihre schlagkräftigen Streitkräfte ins Feld geführt hatten, unterwarfen sich die Süd-Xiongnu wieder und verhielten sich bis zum Ende der Han-Dynastie ruhig.
Im Jahre 110 starb Frau Yin, die Mutter der Kaiserinwitwe Deng. Ihre Brüder gaben ihre Posten ab, um eine dreijährige Trauerzeit abzuhalten. Nachdem sie sich anfangs geweigert hatte, gestattete es ihnen Kaiserinwitwe Deng auf die Empfehlung der Scholarin Ban Zhao hin. Obwohl sie keine höheren Posten in der Regierung innehatten, blieben die Brüder mächtige Ratgeber. Das untertänige Wesen der Kaiserinwitwe verschwand mit den Jahren, und sie klammerte sich an die Macht. Als ihr ihre Verwandten und Berater vorschlugen, die Macht an Kaiser An abzugeben, wurde sie zornig und weigerte sich strikt.
Sie starb 121 und wurde bei ihrem Gemahl Kaiser He in allen Ehren bestattet. Im Alter von 28 Jahren erlangte Kaiser An endlich die Macht. Seine Amme Wang Sheng und die vertrauten Eunuchen Li Run und Jiang Jing verleumdeten die Kaiserinwitwe, sie habe über die Ersetzung des Kaisers An durch seinen Vetter Liu Yi (dem Prinzen von Pingyuan) nachgedacht. In seinem Zorn entfernte Kaiser An alle Verwandten der verblichenen Kaiserinwitwe aus der Regierung und zwang viele von ihnen, Selbstmord zu begehen. Im selben Jahr jedoch widerrief er seinen Befehl teilweise und erlaubte einigen Dengs die Rückkehr. Die Sippe war zu diesem Zeitpunkt bereits zusammengeschrumpft.
| Vorgänger | Amt                        | Nachfolger |
| --------- | -------------------------- | ---------- |
| Yin       | Kaiserin von China 102–106 | Yan Ji     |

| Personendaten    | Personendaten        |
| ---------------- | -------------------- |
| NAME             | Deng, Sui            |
| ALTERNATIVNAMEN  | 鄧綏                 |
| KURZBESCHREIBUNG | chinesische Kaiserin |
| GEBURTSDATUM     | 81                   |
| STERBEDATUM      | 121                  |